# Лаубе, Феликс Янович
Феликс Янович Лаубе (1934—1996) — советский поэт-песенник.

## Биография
Родился в 1934 году предположительно в Архангельске в семье Яна Томовича Лаубе и его жены — Анастасии (Анны) Яковлевны Судаковой, брат Генриха Лаубе. Так как отец в 1937 году был репрессирован, Феликс с братом воспитывались в семье брата матери — Ильи Яковлевича Судакова.
Стал поэтом-песенником. На его стихи были созданы песни:
- «Ах, любовь моя, неудачница» (муз. Павел Аедоницкий, исп. Валентина Толкунова)
- «Гимн налоговой полиции Российской Федерации» (муз. Георгий Мовсесян)
- «Вот и весь разговор» (муз. Алексей Экимян, исп. Вахтанг Кикабидзе)
- «Довоенное танго» (муз. Даниил Покрасс, исп. Майя Кристалинская)
- «Золотая Керчь» (муз. Алексей Экимян, исп. Юрий Богатиков)
- «Останься, молодость» (муз. Георгий Мовсесян, исп. Урмас Отт,  Вахтанг Кикабидзе)
- «Довоенный вальс» (муз. Павел Аедоницкий, исп. Иосиф Кобзон)
- «Старое время» (муз. Дмитрий Покрасс, исп. Майя Кристалинская)
- «Старый адрес» (муз. Георгий Мовсесян)
- «Судьбы моей река» (муз. Павел Аедоницкий, исп. Сергей Захаров)

Некоторые из них были изданы на грампластинках фирмы «Мелодия».